# بزغاله (صورت فلکی)
صورت فلکی بُزغاله (بز دریایی) یا جَدْی (به انگلیسی: Capricornus) یکی از صورت فلکی‌های خانوادهٔ منطقةالبروج است. معمولاً پیکرهٔ آن را به شکل «نیم بزغاله و نیم اژدها» ترسیم می‌کنند.
کلمهٔ جَدْی در عربی به معنی بزغاله است و در فارسی به برج جدی، بُزیچهٔ فلک و تیس می‌گفتند.
این پیکر آسمانی، مثلثِ ازشکل‌افتاده‌ای است که ستارگان نسبتاً کم‌نوری دارد.
صورت‌های فلکی مجاور آن به صورت آبریز، عقاب، کمان، میکروسکوپ و ماهی جنوبی است.
ستارهٔ جَدْی در این پیکر، ستاره‌ای دوتایی است که از زمین با چشم از هم قابل تمایز است. هنگامی که سیارهٔ نپتون کشف شد در درون این صورت فلکی قرار داشت.

## ویژگی‌ها
این صورت فلکی سه ستاره اصلی به نام‌های آلفا بزغاله ٬دلتا بزغاله و اومگا بزغاله است.

## اجرام عمقی آسمان
- مسیه ۳۰:یک خوشه ستاره‌ای کروی
- NGC ۷۱۰۳: خوشه کهکشانی
- NGC ۶۹۰۷: یک کهکشان مارپیچ

## ستارگان با نام خاص
| Bayer | نام           | ریشه | معنا         |
| ----- | ------------- | ---- | ------------ |
| α     | الجدی         | عربی |              |
| α۱    | Prima Giedi   |      |              |
| α۲    | Secunda Giedi |      |              |
| β     | بتا بزغاله    | عربی |              |
| β۱    | Dabih Major   |      |              |
| β۲    | Dabih Minor   |      |              |
| γ     | ناشره         | عربی | آورنده اخبار |
| δ     | ذنب           | عربی | دم بزغاله    |
| ζ     | Yen           | چینی |              |
| η     | Chow          | چینی |              |
| ν     | Al Shat       | عربی | گوسفند       |
| ψ     | Yue           | چینی | تیر جنگی     |